# Прямоугольный волновод
Прямоуго́льный волново́д — металлический волновод прямоугольной формы, способный поддерживать распространяющиеся вдоль него волны.
Особенность волновода в том, что в нем существует нижний предел пропускаемых частот, то есть волны ниже определенной частоты затухают и не могут в нем распространяться.

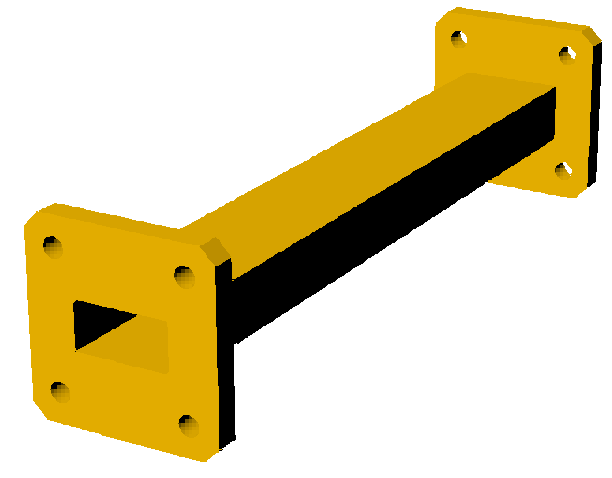
Прямоугольный волновод

Основные преимущества прямоугольного волновода являются:
- достаточно большая мощность передаваемого сигнала;
- почти полное отсутствие потерь на излучение энергии в окружающую среду.

## Предел пропускаемых частот
В прямоугольном волноводе могут существовать волны разного типа, наиболее часто используются волны типа H10 (что означает один максимум на широкой стенке волновода и ни одной на узкой).
Пусть a — ширина прямоугольного волновода.

Минимальная частота волны типа H10, способной распространяться в волноводе, равна: {\displaystyle {\frac {c_{v}}{2a}}}, где {\displaystyle c_{v}} — скорость света в волноводе.